# Barzana
Barzana är en ort och kommun i provinsen Bergamo i regionen Lombardiet i Italien. Kommunen hade 1 984 invånare (2018).